# Mary Corinna Putnam Jacobi
Mary Corinna Putnam (también conocida como Mary Putnam; 31 de agosto de 1842 – 10 de junio de 1906) fue una médica, escritora, y sufragista estadounidense. Luchó por la integración de los estudios clínicos y de laboratorio en la medicina. Despreciando evidencias anecdóticas y dogmas tradicionales, reclamó la búsqueda científica en cada cuestión de la práctica médica. Como líder feminista, rehusó las creencias tradicionales acerca de la debilidad de las mujeres. Su trabajo con reformistas y sufragistas la convirtió en una de las principales portavoces acerca de la salud de las mujeres durante la época progresista.

## Biografía
Hija de George Palmer Putnam y de Victorine Haven Putnam, nació en Londres, donde su padre había estado viviendo desde 1841 mientras establecía una sucursal de la editorial neoyorquina Wiley & Putnam. Era la mayor de once hermanos.
La familia regresó a los Estados Unidos en 1848, por lo que Mary pasó su niñez y adolescencia en Nueva York. Recibió la mayor parte de su primera educación en su hogar, completada con dos años en una nueva escuela pública para chicas donde se graduó en 1859. Publicó un primer relato titulado "Found and Lost" ("Encontrado y Perdido") en abril de 1860 en el Atlantic Monthly, y un segundo relato un año más tarde. Después de su graduación en 1859, estudió griego, ciencias, y medicina en privado con Elizabeth Blackwell y con otros profesores. Su padre pensaba que la medicina era una profesión "repulsiva", pero finalmente apoyó su empeño.
Sirvió durante la Guerra Civil estadounidense como asesora médica. Se graduó en la Facultad de Farmacia de la Universidad de Nueva York en 1863 y ganó su título de medicina en la "Female (later Women's) Medical College of Pennsylvania" en 1864. Una corta estancia en el "New England Hospital for Women and Children" le mostró la necesidad de seguir estudiando antes de poder practicar la medicina. Partió hacia París para estudiar en la École de Médecine de la Universidad de París, dirigida por entonces por el prestigioso químico Charles Adolphe Wurtz. Después de muchas negociaciones y gracias a la ayuda del psiquiatra Benjamin Ball, fue admitida en la escuela de medicina como la primera mujer estudiante. Se graduó en julio de 1871, siendo la segunda mujer en hacerlo allí, y recibiendo el segundo premio por su tesis.
Sus estudios en París coincidieron con la guerra franco-prusiana. En agosto de 1871, publicó en el "Scribner's Monthly" un análisis sobre el nuevo liderazgo político francés posterior a la guerra.
Después de regresar a los Estados Unidos tras los acontecimientos de París de 1871, estableció una consulta médica en Nueva York, siendo la segunda mujer perteneciente a la Sociedad Médica del Condado de Nueva York. Fue admitida en la Asociación Médica Americana, y obtuvo el cargo de profesora en el nuevo "Colegio Médico Femenino de Enfermería" de Nueva York. En 1872 organizó la Asociación Médica de las Mujeres de Ciudad de Nueva York. Fue su presidenta desde 1874 a 1903. Hizo campaña coherentemente para que las principales escuelas médicas, como la Johns Hopkins, admitiesen alumnado femenino. Su elevado nivel docente en la Universidad Médica estaba muy por encima de lo que su alumnado estaba preparado para asimilar, lo que le llevó a dimitir en 1888.
Recibió el Premio Boylston de la Universidad de Harvard en 1876 por un ensayo original titulado "The Question of Rest for Women during Menstruation" (La cuestión del descanso para las mujeres durante la menstruación), que echó por tierra la arraigada teoría de que las mujeres que no cesaban su actividad sexual durante la menstruación dañaban sus órganos reproductivos. En 1891 contribuyó con un artículo a la historia de mujeres médicas en los Estados Unidos, en el volumen dedicado al Trabajo de las Mujeres en América (Women's Work in America). Aportó una bibliografía de artículos escritos por médicas estadounidenses, incluyendo referencias de más de cuarenta de sus propios trabajos.
En 1873, se casó con Abraham Jacobi, quién a menudo es citado como el "padre de la pediatría americana". Tuvieron tres hijos, aunque sólo una hija sobrevivió hasta la edad adulta, Marjorie Jacobi McAneny. Jacobi educó a su hija según sus propias teorías educativas.
Escribió más de 100 artículos médicos. Dejó de escribir relatos en 1871. En 1894, escribió "Common Sense Applied to Women's Suffrage" (El sentido común aplicado al sufragio de las mujeres), posteriormente reimpreso y utilizado para apoyar el movimiento de sufragio de las mujeres en los Estados Unidos.
Mientras que su mentora Elizabeth Blackwell (1821-1910) vio la medicina como un medio para la reforma social y moral, la más joven Jacobi se centró en la curación de enfermedades. En un nivel más profundo de desacuerdo, Blackwell sentía que las mujeres tendrían éxito en medicina debido a su valores humanos femeninos, mientras que Jacobi opinaba que las mujeres debían participar en pie de igualdad con los hombres en todas las especialidades médicas.
Cuando se le diagnosticó un tumor cerebral, documentó sus propios síntomas y publicó un artículo al respecto titulado "Descriptions of the Early Symptoms of the Meningeal Tumor Compressing the Cerebellum" (Descripción de los síntomas tempranos de un tumor meningeal comprimiendo el cerebelo). Murió en la ciudad de Nueva York el 10 de junio de 1906. Está enterrada en el "Green-Wood Cemetery" en el cementerio de Green-Wood de Brooklyn, Nueva York.

## Trabajos
- De la graisse neutre et de les acides gras (Paris thesis, 1871)
- The Question of Rest for Women during Menstruation (1876)
- Acute Fatty Degeneration of New Born (1878)
- The Value of Life (New York, 1879)
- Cold Pack and Anæmia (1880)
- The Prophylaxis of Insanity (1881)
- "Studies in Endometritis" in the American Journal of Obstetrics (1885)
- Articles on "Infantile Paralysis" and "Pseudo-Muscular Hypertrophy" in Pepper's Archives of Medicine (1888)
- Hysteria, and other Essays (1888)
- Physiological Notes on Primary Education and the Study of Language (1889)
- "Common Sense" Applied to Woman Suffrage (1894) This expanded on an address she made that same year before a constitutional convention in Albany. It was reprinted in 1915 and contributed to the final successful push for women's suffrage.
- From Massachusetts to Turkey (1896)